# Каргов
Каргов (нем. Kargow) — община в Германии, в земле Мекленбург-Передняя Померания.
Входит в состав района Мюриц. Подчиняется управлению Зеенландшафт Варен.  Население составляет 731 человек (на 31 декабря 2010 года). Занимает площадь 69,08 км².